# Junonia kühni
Junonia kühni är en fjärilsart som beskrevs av Hans Fruhstorfer 1904. Junonia kühni ingår i släktet Junonia och familjen praktfjärilar. Inga underarter finns listade i Catalogue of Life.